# Olds
Olds es un pueblo canadiense situado en la provincia de Alberta.

## Superficie
Olds tiene una superficie de 14,92 km².

## Demografía
En 2021, tenía 9209 habitantes, una densidad poblacional de 617,3 hab./km², y 4096 viviendas.